# Florentino Bautista
Florentino Bautista, né le 24 novembre 1930, est un ancien joueur philippin de basket-ball.

## Palmarès
- 3e du championnat du monde 1954